# ZTE Grand X IN
ZTE Grand X IN – smartfon firmy ZTE. Telefon jest wyposażony w procesor firmy Intel. Zawiera 1 GB pamięci RAM. Ma pojemnościowy ekran dotykowy 4,3', a także komplet interfejsów sieciowych. Zastosowanym systemem operacyjnym jest Android 4.0.4. Producent potwierdził, że nie wyda aktualizacji do nowszego Androida 4.1 Jelly Bean, co nie pozwoli wykorzystać w pełni potencjału urządzenia.